# Noferirkaré-piramis
Noferirkaré piramisa az V. dinasztia egyik síremléke, a másodikként épített Abu Szír-i piramis.

## Az építtető
Noferirkaré Uszerkaf és I. Hentkauesz idősebb fia. Nem tudjuk, miért nem ő követte Uszerkafot a trónon, és azt sem, miért ő követte öccsét, Szahurét annak halála után, és nem Szahuré fia. Rossz viszonyról, belviszályról azonban nem lehetett szó, mert Noferirkaré folytatta az öccse által teremtett hagyományt, ugyanott temetkezett és ugyanolyan konstrukciójú sírt építtetett magának. A különbség mindössze annyi, hogy nagyobb lett volna, ha elkészül. Noferirkaré valószínűleg nem volt már fiatal trónra lépésekor, és meghalt piramisa elkészülte előtt. Az is lehetséges, hogy az építési szakaszok között hosszabb szünet volt.

## A felépítmény

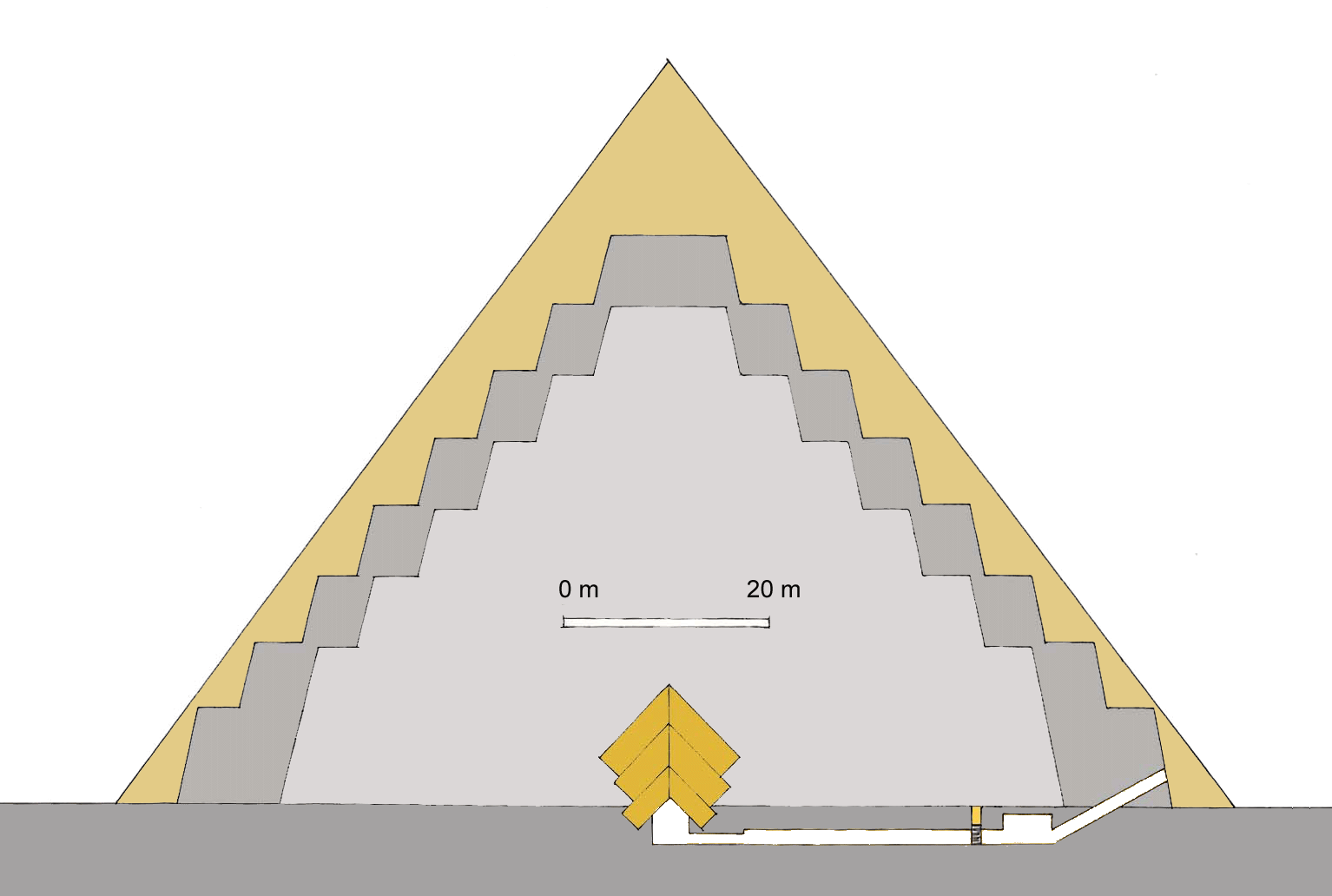
A piramis szerkezete

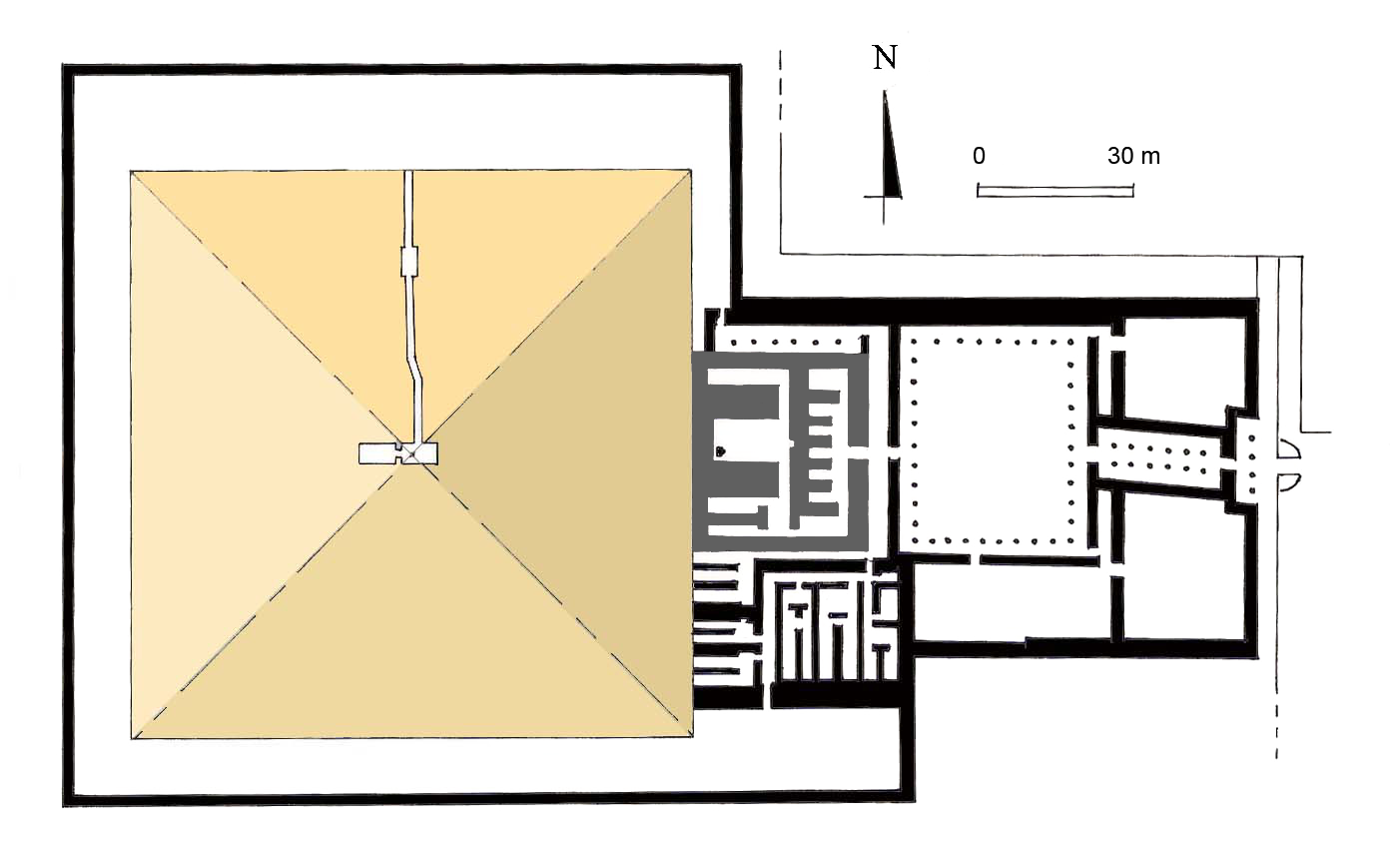
A piramiskörzet alaprajza

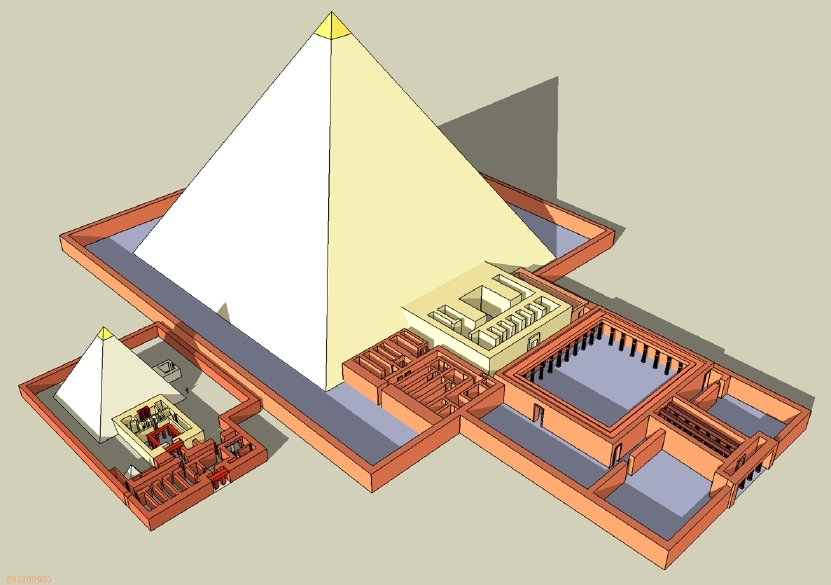
A rekonstruált körzet II. Hentkauesz piramisával

A piramis nagy részét szabálytalan alakú mészkőtömbökből építették fel, amelyeket 73°-ban a mag felé döntött rétegekben helyeztek el. Az utolsó rétegeket egyenletesebbre faragott kövekből rakták. A sír eredetileg lépcsős piramis volt hat vagy hét lépcsővel, de végül sima mészkő burkolatot kapott, így a valódi piramisokhoz hasonlított. Miroslav Verner szerint azonban csak az alsó fokot akarták beburkolni, így megmaradt volna lépcsősnek kész állapotában is.
Bizonyíthatóan több szakaszban épült. Az első lépés egy körülbelül a Szahuré-piramissal megegyező méretű lépcsős piramis elkészítése volt. Ezt később minden oldalon újabb kőrétegekkel megnagyobbították. A harmadik szakaszban mészkő burkolat került rá. Megkezdődött egy negyedik szakasz is, amelyben egy rétegnyi vörös gránittal ismét beburkolták volna, de e munkálatok az első sorok lerakása után félbeszakadtak, és sosem indultak újra.

## Az alépítmény
A piramisba vezető folyosó és a kamrák struktúrája megegyezik a Szahuré-piramissal. Mindössze annyi a különbség, hogy egy második előkamra került majdnem a piramis középpontja alá – a bejárati folyosóban egy kis keleti törés van –, ebből nyugatra nyílik a sírkamra. A folyosó ilyen irányváltoztatása a következő öt királypiramisnál is megfigyelhető. Elődjéhez hasonlóan ez az alépítmény is romos állapotú. Szarkofágnak nyomát sem találták az újkori régészek.

## A piramiskerület
A piramiskörzet is csak részben készült el. Az északi és déli oldalon is elhelyeztek egy bárkagödröt, ezek közül a délit feltárták, de maga a napbárka rekonstruálhatatlan módon elkorhadt. Már a halotti templomot is sietve fejezték be – csak az öt szoborfülkés áldozó terem készült kőből, a bejárati csarnok és az udvar már vályogtéglás –, a feljáró út és a völgytemplom építése az alapozásnál szakadt meg. Az udvar oszlopai lótuszfejesek voltak, de fából készültek. Kultikus piramisnak és királynéi mellékpiramisoknak nyoma sincs – bár talán II. Hentkauesz sírja eredetileg annak készült, csak később önálló körzet épült köré –, a kerítésfal is csak vályogból készült. A völgytemplom helyét később fia, Niuszerré foglalta el, és a saját templomát építtette ide.
A halotti templom tárolókamráiból az 1890-es években komplett archívum került elő, amely a halottkultusszal kapcsolatos ismereteinket bővítette ki.